# Graphisternum ornatum
Graphisternum ornatum är en mångfotingart som beskrevs av Kraus 1959. Graphisternum ornatum ingår i släktet Graphisternum och familjen orangeridubbelfotingar. Inga underarter finns listade i Catalogue of Life.